# Спангл (Вашингтон)
Спангл (англ. Spangle) — місто (англ. city) в США, в окрузі Спокен штату Вашингтон. Населення — 280 осіб (2020).

## Географія
Спангл розташований за координатами 47°25′47″ пн. ш. 117°22′53″ зх. д. / 47.42972° пн. ш. 117.38139° зх. д. (47.429707, -117.381333).  За даними Бюро перепису населення США в 2010 році місто мало площу 0,92 км², уся площа — суходіл.

## Демографія
Згідно з переписом 2010 року, у місті мешкало 278 осіб у 118 домогосподарствах у складі 74 родин. Густота населення становила 302 особи/км².  Було 126 помешкань (137/км²).
Расовий склад населення:
| - 97,5 % — білих - 1,4 % — корінних американців - 0,4 % — азіатів |

До двох чи більше рас належало 0,4 %. Частка іспаномовних становила 0,4 % від усіх жителів.
За віковим діапазоном населення розподілялося таким чином: 21,9 % — особи молодші 18 років, 58,3 % — особи у віці 18—64 років, 19,8 % — особи у віці 65 років та старші. Медіана віку мешканця становила 40,8 року. На 100 осіб жіночої статі у місті припадало 104,4 чоловіків;  на 100 жінок у віці від 18 років та старших — 102,8 чоловіків також старших 18 років.
Середній дохід на одне домашнє господарство  становив 47 625 доларів США (медіана — 36 500), а середній дохід на одну сім'ю — 42 748 доларів (медіана — 37 000). За межею бідності перебувало 28,5 % осіб, у тому числі 52,0 % дітей у віці до 18 років та 29,3 % осіб у віці 65 років та старших.
Цивільне працевлаштоване населення становило 73 особи. Основні галузі зайнятості: освіта, охорона здоров'я та соціальна допомога — 26,0 %, науковці, спеціалісти, менеджери — 15,1 %, виробництво — 15,1 %.